# Sonate pour violon seul de Honegger
Pour les articles homonymes, voir Sonate pour violon seul.
La Sonate pour violon seul (H. 143) est une composition de musique de chambre d'Arthur Honegger composée en 1940.

## Structure
La sonate comprend quatre mouvements :
1. Allegro
2. Largo
3. Allegretto
4. Presto

- Durée d'exécution: 13 minutes.